# Destry Rides Again
Destry Rides Again (titulada Mujer o demonio en Hispanoamérica y Arizona en España) es una película wéstern estadounidense de 1939 dirigida por George Marshall y protagonizada por Marlene Dietrich y James Stewart. El elenco de reparto incluye a Mischa Auer, Charles Winninger, Brian Donlevy, Allen Jenkins, Irene Hervey, Billy Gilbert, Bill Cody Jr., Lillian Yarbo y Una Merkel.
Los créditos iniciales enumeran la historia como «Sugerida por la novela de Max Brand Destry Rides Again», pero la película es casi completamente diferente. Tampoco se parece en nada a la adaptación de 1932 de la novela protagonizada por Tom Mix, que a menudo se titula Justice Rides Again.
En 1996, Destry Rides Again fue seleccionada para su conservación en el Registro Nacional de Cine de la Biblioteca del Congreso de Estados Unidos por ser «cultural, histórica o estéticamente significativa».

## Sinopsis

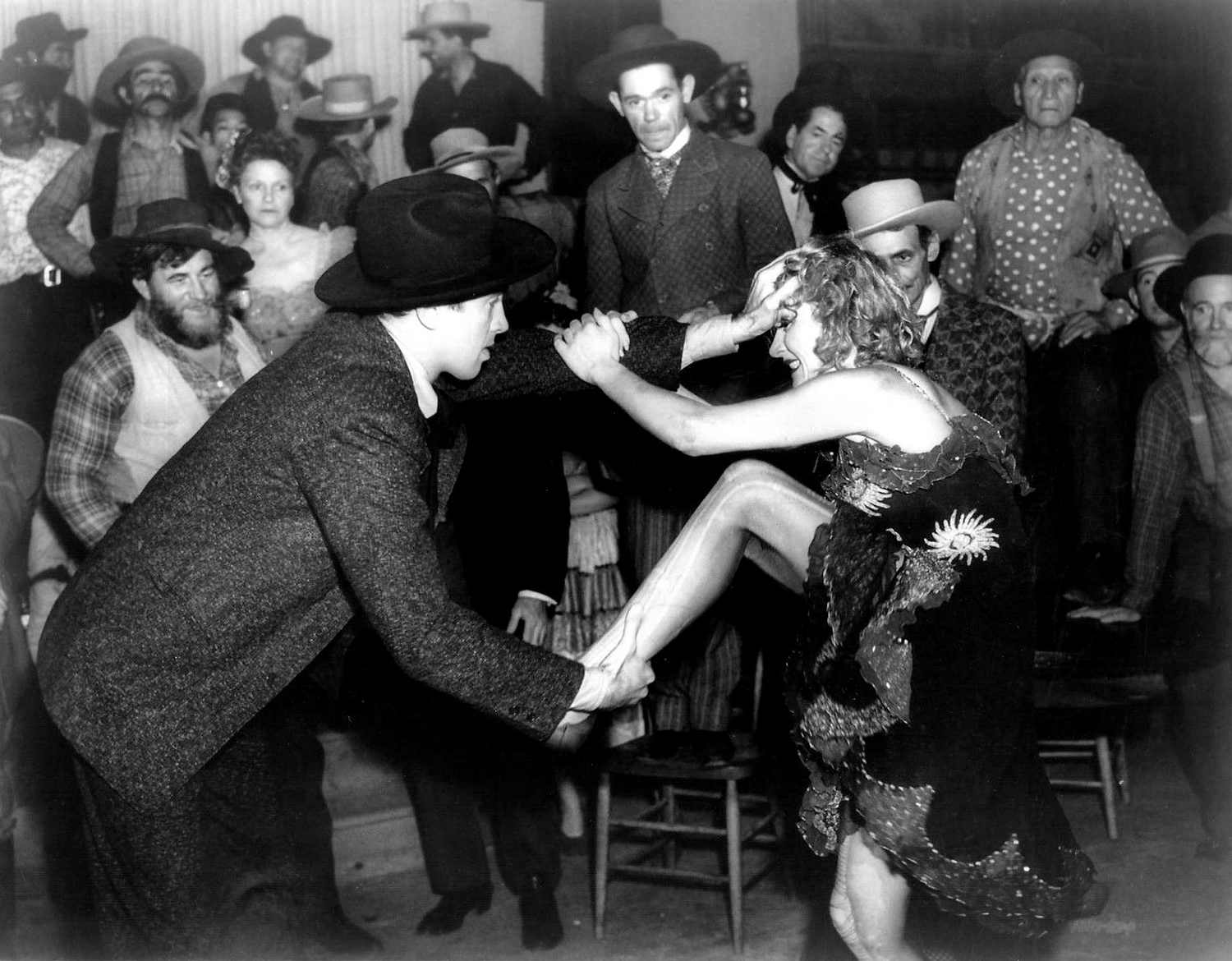
James Stewart y Marlene Dietrich en Destry Rides Again

El propietario de la taberna Kent, el jefe sin escrúpulos de la ficticia ciudad wéstern de Bottleneck, mata al sheriff de la ciudad, el señor Keogh, cuando Keogh hace demasiadas preguntas sobre un juego de póquer amañado. Kent y Frenchy, una pobre cantante de salón que es su novia, ahora tienen un dominio absoluto sobre los ganaderos locales. El corrupto alcalde de la ciudad, Hiram J. Slade, que está en connivencia con Kent, nombra al borracho de la ciudad, Washington Dimsdale, como el nuevo sheriff, asumiendo que será fácil de controlar y manipular. Sin embargo, Dimsdale, un diputado del famoso abogado Tom Destry, inmediatamente renuncia a beber y puede recurrir al igualmente formidable hijo de este último, Tom Destry Jr., para que lo ayude a hacer de Bottleneck una ciudad legítima y respetable.
Destry llega a Bottleneck con Jack Tyndall, un ganadero, y su hermana, Janice. Destry inicialmente confunde a la gente del pueblo al negarse a ponerse un arma y mantener la cortesía al tratar con todos, incluidos a Kent y Frenchy. Esto rápidamente lo convierte en una decepción para Dimsdale y un hazmerreír para la gente del pueblo; se le pide burlonamente que «limpie» el cuello de botella dándole un trapeador y un balde. Sin embargo, después de que varios jinetes alborotadores llegan a la ciudad disparando sus pistolas al aire, él demuestra una asombrosa experiencia en la puntería y amenaza con encarcelarlos si lo vuelven a hacer, ganándose el respeto de los ciudadanos de Bottleneck.
A través de las evasivas respuestas de los habitantes sobre el paradero de Keogh, Destry gradualmente comienza a sospechar que Keogh fue asesinado. Él confirma esto al provocar a Frenchy para que lo admita, pero sin una ubicación para el cuerpo, carece de pruebas. Por lo tanto, Destry sustituye a Boris, un inmigrante ruso a quien Frenchy había humillado anteriormente, e insinúa a Kent que había encontrado el cuerpo fuera de la ciudad «en muy buenas condiciones». Cuando Kent envía a un miembro de su banda a comprobar el lugar del entierro de Keogh, Boris y Dimsdale lo siguen, capturan y encarcelan.
Aunque el pandillero está acusado del asesinato de Keogh (con la esperanza de que implique a Kent a cambio de clemencia), el alcalde Slade se nombra a sí mismo juez del juicio, por lo que un veredicto inocente es una conclusión inevitable. Para evitar esto, Destry llama a un juez de una ciudad más grande en secreto, pero el plan se arruina después de que Boris revela accidentalmente el nombre del otro juez en el salón. Kent ordena a Frenchy que invite al alguacil a su casa mientras otros pandilleros asaltan la oficina del sheriff y provocan una fuga; ella, ahora enamorada de Destry, acepta. Cuando empiezan los disparos, se apresura a regresar, para encontrar la celda vacía y a Dimsdale mortalmente herido. Destry regresa a su habitación y se pone el cinturón, abandonando su compromiso anterior con la no violencia.
Bajo el mando de Destry, los ciudadanos honestos forman un grupo y se preparan para atacar el salón, donde la banda de Kent está fortificada, mientras que Destry entra por el techo y busca a Kent. A instancias de Frenchy, las mujeres del pueblo marchan entre los grupos, evitando más violencia, antes de irrumpir en el salón y someter a la pandilla. Kent escapa por poco e intenta disparar a Destry desde el segundo piso; Frenchy recibe la bala por él, matándola, y Destry mata a Kent.
Algún tiempo después, se muestra que Destry es el sheriff de un ahora legal Bottleneck, repitiendo a los niños las historias que Dimsdale le contó sobre la historia violenta de la ciudad. En broma, cuenta una historia sobre el matrimonio con Janice, lo que implica que pronto seguirá un matrimonio entre ellos.

## Reparto
Como aparece en los créditos de pantalla:
- Marlene Dietrich como Frenchy, la cantante de salón;
- James Stewart como Thomas Jefferson 'Tom' Destry Jr., el nuevo aguacil;
- Mischa Auer como Boris Callahan, el ruso corrupto;
- Charles Winninger como Washington 'Wash' Dimsdale, el nuevo sheriff;
- Brian Donlevy como Kent, el dueño del salón;
- Allen Jenkins como 'Gyp' Watson;
- Warren Hymer como 'Bugs' Watson;
- Irene Hervey como Janice Tyndall;
- Una Merkel como Lily Belle, 'Señora Callahan';
- Billy Gilbert como el barman 'Loupgerou';
- Samuel S. Hinds como el juez Slade, el alcalde;
- Jack Carson como Jack Tyndall;
- Tom Fadden como Lem Claggett;
- Virginia Brissac como Sophie Claggett;
- Edmund MacDonald como Rockwell;
- Lillian Yarbo ascomo Clara, la doncella de Frenchy;
- Joe King como el sheriff Keogh;
- Dick Jones como el chico de Claggett;
- Ann E. Todd como la chica de Claggett.

## Canciones
Dietrich canta «See What the Boys in the Back Room Will Have» y «You've Got That Look», escritas por Frank Loesser y con música de Frederick Hollander, que se han convertido en clásicos.

## Producción

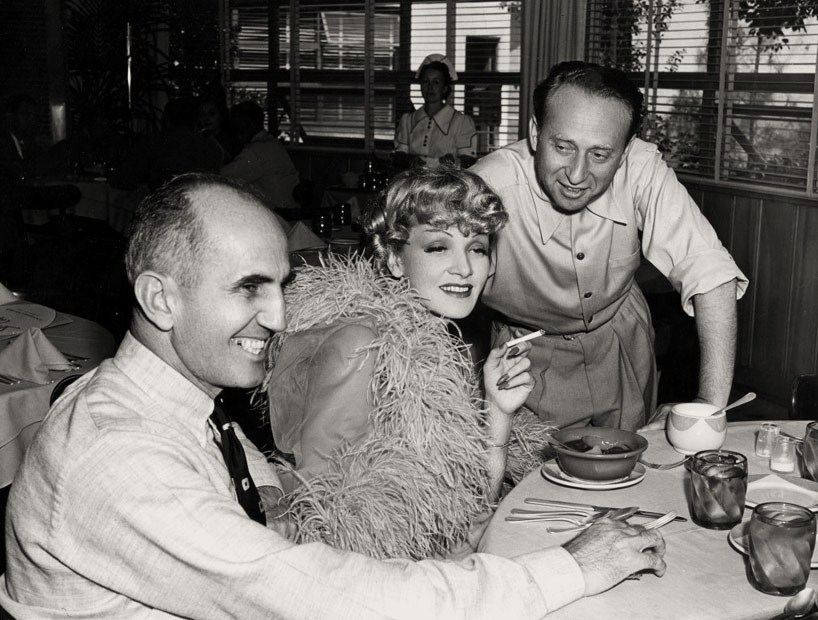
El director George Marshall, Marlene Dietrich y el productor Joe Pasternak en el set de Destry Rides Again

El escritor de wésterns Max Brand contribuyó con la novela, Destry Rides Again, pero la película también debe sus orígenes al serial Twelve Peers de Brand, publicada en una revista pulp. En la obra original, Harrison (o 'Harry') Destry no era un pacifista. Tal como se filmó en 1932, con Tom Mix en el papel principal, el personaje central se diferenciaba en que Destry usaba seis pistolas.
La película fue el primer wéstern de James Stewart (no volvería al género hasta 1950, con Winchester '73, seguida de Flecha rota). La historia presentaba una feroz pelea de gatos entre Marlene Dietrich y Una Merkel, que aparentemente causó un leve problema de censura en el momento del lanzamiento. La película también representó el regreso de Dietrich a Hollywood después de que una serie de fracasos en Paramount (Ángel, Capricho imperial, El Diablo era mujer) hicieron que ella y otras estrellas fueran etiquetadas como «veneno de taquilla». Mientras estaba de vacaciones en Cap d'Antibes con su familia, su mentor Josef von Sternberg y su amante Erich Maria Remarque, recibió una oferta de Joe Pasternak para venir a Universal por la mitad del salario que había estado recibiendo durante la mayor parte de la década de 1930. Pasternak ya había intentado fichar a Dietrich para Universal cuando todavía estaba en Berlín. Sin saber qué hacer, von Sternberg le aconsejó: «Te convertí en una diosa. Ahora muéstrales que tienes pies de barro.»
Según el escritor y director Peter Bogdanovich, Marlene Dietrich le dijo durante un vuelo en avión que ella y James Stewart tuvieron una aventura durante el rodaje y que ella quedó embarazada pero tuvo un aborto subrepticio sin decírselo a Stewart.

## Recepción
Destry Rides Again fue generalmente bien aceptada por el público, así como por la crítica. Fue revisada por Frank S. Nugent del The New York Times, quien observó que la película no seguía el tipo de casting habitual de Hollywood. Sobre el papel de Dietrich, caracterizó: «Es difícil reconciliar a la Frenchy de la señorita Dietrich, la chica de cabaret del Bloody Gulch Saloon, con la Dietrich posada que vimos por última vez en Ángel del señor Lubitsch.» La contribución de Stewart fue tratada de manera similar, «convirtiéndose en una actuación fácil, agradable y de buen humor».